# Kapelle Dös

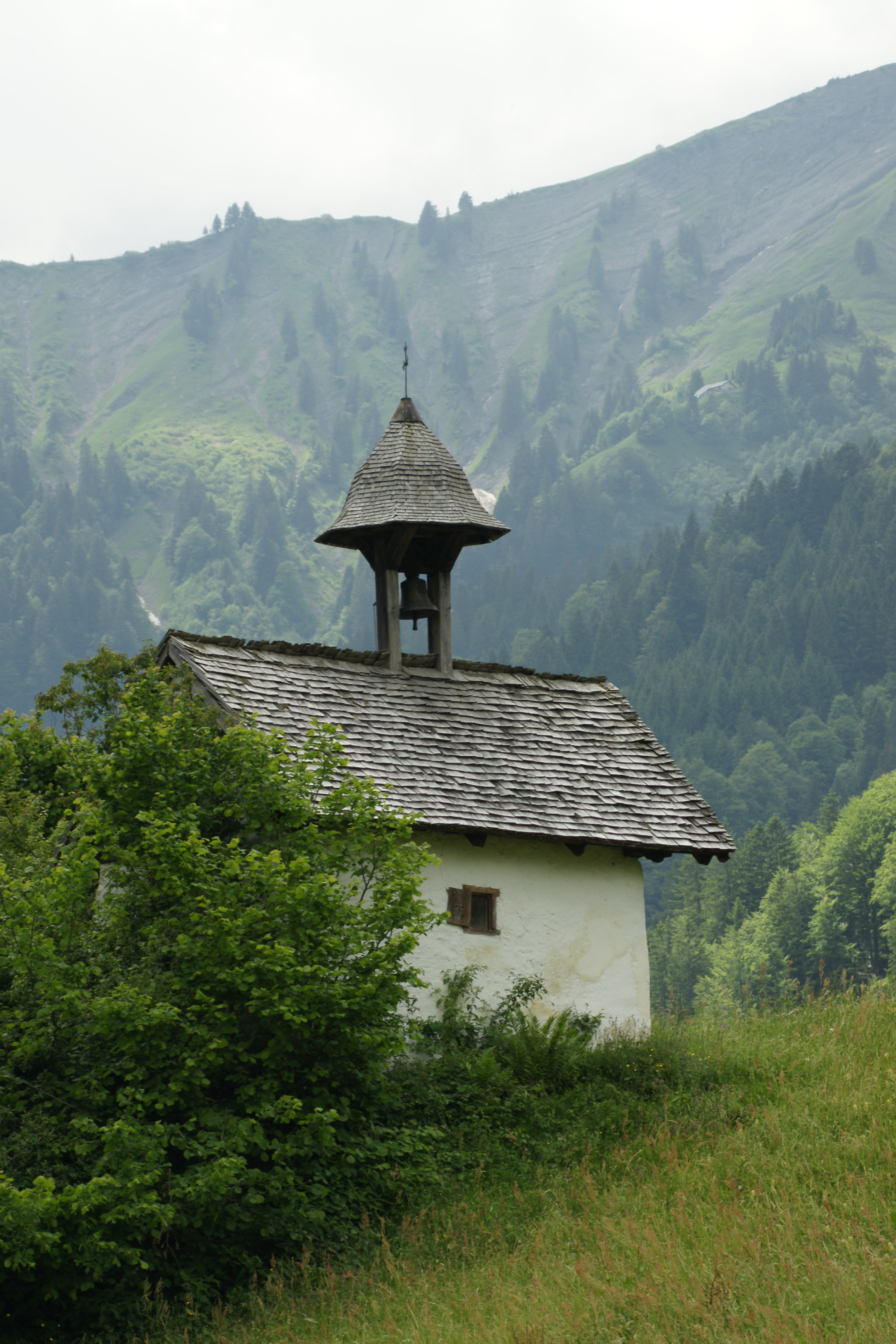
Marienkapelle in Dös

Die Marienkapelle ist eine kleine Kapelle im Vorsäß Dös der Bregenzerwälder Gemeinde Mellau im Vorarlberger Bezirk Bregenz. Die im 17. Jahrhundert erbaute, im Mellental stehende Kapelle ist denkmalgeschützt.
Die Kapelle ist ein schlichter gemauerter Rechteckbau mit schindelgedecktem Satteldach. Auf der Eingangsseite ist über dem Dach ein Glockenstuhl. Die Glocke wurde 1872 gegossen.
Die Kapelle hat einen niedrigen Türeingang und noch ein altes Schloss, dessen großer Schlüssel noch handgeschmiedet ist. Die Decke der Kapelle ist im Inneren eine Kassettendecke mit trapezförmigem Querschnitt. 
Der kleine Renaissance-Holzaltar stammt aus dem 17. Jahrhunderts. In den Bildnischen des Altars sind Darstellungen der Heiligen Martin und Wendelin, Sebastian und Rochus. Das Altarbild ist ein Mariahilfbild.